# Belgian Society of Cardiology
De Belgian Society of Cardiology (BSC) is een Belgische beroepsorganisatie van cardiologen. De BSC houdt een jaarlijks congres en is uitgever van het tijdschrift Acta Cardiologica. Leden van de BSC zijn automatisch lid van de European Society of Cardiology.